# Albrecht af Bayern
 Ikke at forveksle med Albrecht af Bayern (1905–1996).
Albrecht I af Bayern (født 25. juli 1336, død 16. december 1404) var hertug og feudal hersker over grevskaberne Holland, Hainaut og Zeeland i Nederlandene. Derudover besad han en del af den bayerske provins Straubing, hans hertuglinjes apanage og hovedsæde.

## Liv og gerning
Albrecht blev født i München som 3. søn af Ludvig IV, hellige romerske kejser, og dennes anden hustru Margarethe, grevinde af Hainaut og Holland. Albert var en yngre søn med udsigt til en apanage. Han var kun 10 år gammel, da hans far døde og overlod det meste af sin bayerske arv til hans ældste halvbror, Ludvig V af Bayern, hertug af Bayern, men også lidt apanage til de yngre sønner.
Hans ældre bror, Willem V, greve af Holland, havde været i en langvarig kamp med deres mor og fik Holland og Zeeland fra hende i 1354 og Hainaut ved hendes død i 1356. Willem blev støttet af et parti af borgere i byerne. De mødte modstand fra et parti af adelige, der var tilhængere af kejserinde Margarete. Hun havde trukket sig tilbage til fordel for sin søn Willem V, men resultatet var omvæltninger og kaos, som gav anledning til dannelsen af to stridende partier.
Willems sindssyge resulterede i udnævnelsen af den 22-årige Albrecht til guvernør (eller regent eller ruwaard) over sin broders territorier fra 1358. Under Albert gik statsstyrelsen godt, og handelen blev forbedret. Uroen mellem de to politiske partier, Hoeks ("kroge") og Kabeljauws ("torsk"), kunne med nød og næppe holdes nede. Willem levede yderligere 30 år. Albrecht fulgte ham ikke formelt før hans død i 1388, da han allerede havde arrangeret ægteskaber mellem sine døtre med adelige og kejserlige fyrster. Den første datter, der fik børn, var Margareta af Bayern-Straubing; hendes søn Filip den Gode, hertug af Burgund arvede i sidste ende Albrechts territorier.
Han opførte Muiderslot i 1370-1386.
Under Albrechts regering brød der problemer ud mellem Hoeks og Kabeljauws på grund af en kvinde. Albrecht havde elskerinder, men nu blev hans opmærksomhed henledt på Aleid van Poelgeest, fra torskepartiet. Hun var meget smuk og kunne få politisk indflydelse; det vakte modstand. Der blev udtænkt en komplot blandt Hoeks og medlemmer af Alberts husholdning. Den 22. september 1392 blev Aleid myrdet i Haag.
I raseri forfulgte Albrecht Hoeks med sværd og ild og erobrede det ene slot efter det andet. Selv hans egen søn og arving, Willem, følte sig ikke sikker og bosatte sig i Hainault. I sine sidste år kæmpede Albrecht med friserne. De blev slået gang på gang, men blev aldrig underkuet.
Efter Albrechts død i 1404 blev han fulgt af sin ældste søn, Willem. En yngre søn, Johan III, blev biskop i Liège. Ved Willems død i 1417 udbrød en arvekrig mellem Johan og Willems datter Jacqueline af Hainaut. Det skulle blive det sidste opgør mellem de to politiske partier og førte til, at grevskaberne kom i burgundiske hænder.

## Ægtefæller og børn
Albert giftede sig i Passau efter den 19. juli 1353 med Margarete af Brieg fra Schlesien (1342/43 - 1386),. De fik syv børn, som alle levede til voksen alder:
- Katherine af Bayern (ca. 1361 - 1400, Hattem), gift i Geertruidenberg i 1379 Willem I af Gelders og Jülich.
- Johanna af Bayern (ca. 1362 - 1386), gift med Wenzel IV af Luxemburg.
- Margarethe af Bayern (1363 - 23. januar 1423, Dijon), gift i Cambrai i 1385 Johan den Uforfærdede, hertug af Burgund.[4]
- Willem VI, greve af Holland (1365–1417), [2] fader til Jacqueline af Hainault.
- Albrecht II, hertug af Bayern-Straubing (1369 - 21. januar 1397, Kelheim).
- Joanna Sophia af Bayern (ca. 1373 - 15. november 1410, Wien), gift den 15. juni 1395 Albrecht IV, hertug af Østrig.
- Johan III, greve af Holland (1374/76 - 1425), biskop i Liège.[5]

Han havde flere uægte børn.
Albrecht indgik et andet ægteskab i 1394 i Heusden med Margaret af Cleves (ca. 1375 - 1412), [4] søster til Adolph I, hertug af Cleves. De fik ingen børn. Han døde i Haag, 68 år gammel.